# Ютика (город, Миннесота)
Ютика (англ. Utica) — город в округе Уинона, штат Миннесота, США. На площади 2,4 км² (2,4 км² — суша, водоёмов нет), согласно переписи 2002 года, проживают 230 человек. Плотность населения составляет 96,6 чел./км².
- Телефонный код города — 507
- Почтовый индекс — 55979
- FIPS-код города — 27-66424[1]
- GNIS-идентификатор — 0653580[2]